# Oxalis uliginosa
Oxalis uliginosa är en harsyreväxtart som beskrevs av Schlechter. Oxalis uliginosa ingår i släktet oxalisar, och familjen harsyreväxter. Inga underarter finns listade i Catalogue of Life.